# Лилић
Лилић је насељено мјесто у општини Србац, Република Српска, БиХ. Према попису становништва из 2013. у насељу је живјело 222 становника.

## Становништво
| Демографија | Демографија | Демографија |
| Година      | Становника  | Становника  |
| ----------- | ----------- | ----------- |
| 1948.       | 399         |             |
| 1953.       | 402         |             |
| 1961.       | 397         |             |
| 1971.       | 330         |             |
| 1981.       | 309         |             |
| 1991.       | 315         |             |
| 1993.       | 349         |             |
| 2013.       | 222         |             |